# Attentat du 31 mai 2017 à Kaboul
Ne doit pas être confondu avec Attentat du 3 mai 2017 à Kaboul.
L’attentat de Kaboul du 31 mai 2017 a lieu dans le quartier des ambassades à Kaboul, en Afghanistan. Cet attentat non-revendiqué a fait au moins 150 morts et 463 blessés ainsi que d'importants dégâts matériels. Il s'agit de l'attentat le plus meurtrier en Afghanistan depuis 2002.

## Contexte
L'attentat est perpétré quelques semaines après l'annonce des talibans du lancement de l'Opération Mansouri, menaçant de s'en prendre aux troupes étrangères. C'est à travers un communiqué que l'objectif de cette opération serait de viser « les forces étrangères, leurs infrastructures militaires et de renseignement, et l'élimination de leurs mercenaires locaux ».

## Déroulement
L'attentat a lieu le 31 mai 2017 à 8 h 25 (heure locale) dans le quartier diplomatique de la capitale afghane, lorsqu'un kamikaze actionne son camion piégé près de la place Zanbaq dans le 10e district de Kaboul et d'un point de contrôle conduisant au palais présidentiel et à des ambassades étrangères, après avoir été refoulé par des militaires afghans dont treize périssent dans l'explosion. Certaines représentations diplomatiques subissent des dégâts matériels, dont l'ambassade d'Allemagne puisque l'explosion s'est produite près de son entrée, ainsi que celle de l'Inde, pourtant située à une centaine de mètres du lieu de la déflagration. L'attentat a également lieu sur une route très fréquentée à ce moment de la journée.
D'après la ministre française Marielle de Sarnez, l'ambassade de France a subi aussi des dégâts matériels, bien qu'aucun ressortissant français soit parmi les victimes. Plusieurs autres pays font état de dégâts importants sur leurs ambassades telles que celles du Japon, de la Turquie, des Émirats arabes unis, et de la Bulgarie. Le bureau du développement et de la coopération suisse est légèrement touché, sans qu'aucun blessé ne soit recensé.
D'après une source de l'AFP, « l'explosion a été causée par une citerne à eau contenant plus d'une tonne et demie d'explosifs [et elle] a laissé un cratère de sept mètres de profondeur ». Par ailleurs, des scènes de panique ont été observées après le passage de l'onde de choc qui provoque des dommages jusqu'à quatre kilomètres à la ronde.

## Bilan
Le bilan provisoire, dressé par le ministère afghan de la Santé, ne cesse d'augmenter dans les journées suivant l'attaque. Dernièrement, le bilan est de 150 morts et 463 blessés, dont de nombreuses femmes et des enfants. Parmi les victimes, nombre d'entre eux sont des civils afghans. Il s'agit de l'attentat le plus meurtrier en Afghanistan depuis 15 ans.
En outre, un chauffeur afghan nommé Mohammed Nazir et affilié à la BBC est tué tandis que 4 autres journalistes de la chaîne d'information sont blessés. Un ingénieur informatique afghan travaillant pour la chaîne nationale Tolonews fait aussi partie des victimes,. Le ministre allemand des Affaires étrangères Sigmar Gabriel atteste qu'un gardien afghan de l'ambassade d'Allemagne a péri dans l'attentat et que d'autres employés ont été blessés. Jennifer Griffin, une correspondante de la sécurité nationale des États-Unis, déclare via Twitter que « 9 gardes afghans travaillant sous contrat pour une société américaine de sécurité sont morts » et que « 11 citoyens américains [ont été] blessés dans l'explosion de Kaboul ».
Les autorités afghanes ont précisé que l'identification de certains corps serait difficilement possible compte tenu de leur état.
| Nationalité | Morts | Blessés | Total |
| ----------- | ----- | ------- | ----- |
| Afghanistan | 25    | 0       | 25    |
| États-Unis  | 0     | 11      | 11    |
| Inconnu     | 125   | 452     | 587   |
| Total       | 150   | 463     | 623   |

## Revendication
Plusieurs jours après l'attaque, aucune revendication n'est effectuée. Mais, d'après différents observateurs, plusieurs groupes peuvent en être à l'origine.
Les talibans sont suspectés d'en être les auteurs, bien que dans un communiqué paru quelques heures après l'explosion, le porte-parole Zabihullah Mujahid affirme que son groupe n'est pas à l'origine de cet attentat et condamne toute attaque qui provoque des victimes civiles,. Toutefois, Michael Kugelman, un "diplomate régional" invective dans un tweet : « n’écartez pas la piste talibane. [Le mouvement] se projette comme plus modéré que l’État islamique et ne va donc pas se précipiter pour endosser la responsabilité d’une attaque sur des civils »,.
L'État islamique (abrégé EI), une des principales organisations à mouvance islamiste et très active dans le pays, est lui aussi suspecté d'avoir commis l'attentat. Plusieurs sites d'information, tel que BFM TV, relayent l'information que l'EI aurait revendiqué l'attentat.
Néanmoins, le service des renseignements afghans accuse le Réseau Haqqani d'être à l'origine de l'attentat : il s'agit d'un groupe armé allié aux talibans qui a également revendiqué plusieurs autres attaques perpétrées contre les forces étrangères et locales en Afghanistan. Le service des renseignements affirme aussi l'implication du Pakistan,.

## Conséquences

### Prises de décision locale et internationale
En Afghanistan, peu après l'attentat, le ministère afghan de l'Intérieur a appelé la population à donner son sang dans des hôpitaux proches afin de faire face à l'urgence de la situation. Les jours qui suivent, le président afghan prend la décision d'exécuter 11 prisonniers liés aux talibans et au réseau Haqqani en représailles à l'attentat. À leur tour, les talibans menacent en représailles de tuer des otages étrangers.
En Allemagne, la décision de reconduire des demandeurs d'asile afghans dans leur pays, via un avion affrété par le gouvernement allemand, est temporairement suspendue. Le ministre allemand de l'Intérieur Thomas de Maizière estime que l'ambassade allemande ne peut plus assurer son rôle dans l'accueil des personnes expulsées, depuis qu'elle est endommagée.
Les États-Unis, qui sont engagés dans le conflit militaire le plus long de leur histoire, réfléchissent à l'envoi de milliers de militaires américains supplémentaires qui viendront s'ajouter aux 13 400 autres militaires de l'OTAN déjà présents en Afghanistan.

### Manifestations anti-gouvernementales
Le 2 juin 2017, une manifestation de civils afghans se déroule sur le lieu même de l'explosion. Environ un millier d'afghans se rassemblent pour demander la démission du président Ashraf Ghani et du chef de l'exécutif Abdullah Abdullah, lesquels sont désignés par les protestataires, comme responsables de l'attentat. En outre, ils réclament la démission des agents de sécurité et l’exécution de prisonniers talibans et du réseau Haqqani. Lors de ce rassemblement, les forces de sécurité en tenue anti-émeute font usage de gaz lacrymogènes et de canons à eau pour dissiper la foule. Puis, ils tirent à balles réelles afin de repousser les manifestants, lorsque certains d'entre eux essayent de franchir un cordon de sécurité qui bloque une avenue menant au palais présidentiel. Les forces de l'ordre procèdent à six interpellations tandis qu'au moins cinq personnes sont tuées[réf. nécessaire] et Salim Ayzedyar, le fils d'Alam Ayzedyar, vice-président de la Chambre haute du Sénat afghan) et au moins une dizaine d'autres blessés,,. Une enquête judiciaire, menée par le vice-ministre afghan de l'Intérieur Murad Ali Murad, débute le jour-même afin d'enquêter sur les violences communes entre les policiers et les manifestants.
Au lendemain de la manifestation, les autorités décident de fermer les rues du centre de Kaboul en plaçant la ville sous état d'urgence. Des quartiers sont bouclés avec la mise en place de barrages de sécurité et de patrouilles de véhicules blindés de l'armée. Le gouvernement afghan, qui craint de nouvelles attaques, espère alors éviter de nouveaux rassemblements, bien que des dizaines de personnes se réunissent à proximité du palais présidentiel exigeant toujours la démission du président Gahni mais dans une ambiance pacifique.

### Attentat du 3 juin 2017
Le 3 juin 2017, dans le quartier de Sara-e Shamali à Kaboul, les funérailles de Salim Ayzedyar (tué la veille et qui attirent justement de nombreuses personnes) sont écourtées par un nouvel attentat. D'après Abdullah Abdullah, qui est présent à l'enterrement mais n'est pas blessé, les commanditaires sont trois kamikazes lesquels déclenchent chacun leur ceinture explosive au milieu de la foule, au moment où le mollah appelait à la prière. L'attaque fait au moins 7 morts et 117 blessés,.